# ویلی
ویلی (به انگلیسی: Wily) یک ویرایشگر متن است که توسط گری کاپل برای سیستم‌عامل‌های شبه یونیکس طراحی شده است. ویلی مبتنی بر ویرایشگر متن دیگری به نام اکمه است. اکمه محیط ویرایشی ماوس-متمرکز سیستم‌عامل پلان ۹ از آزمایشگاه‌های بل است. ویلی یکی از معدود ویرایشگرهای متنی است که از قابلیت ماوس کوردینگ پشتیبانی می‌کنند. برخلاف اکمه، ویلی از قابلیت اسکرول کردن صفحه با ماوس پشتیبانی نمی‌کند و رابط کاربری آن سیاه و سفید است. برای حمایت از پروژه فضای کاربری پلان ۹ که هدف آن پورت کردن برنامه‌های پلان ۹ (از جمله اکمه و تعدادی برنامه دیگر) به دیگر سیستم‌عامل‌های شبه یونیکس است، توسعه و همینطور استفاده از ویلی متوقف شده است.